# Nenad Stojković
Pour les articles homonymes, voir Stojković.
Nenad Stojković (né le 26 mai 1956 à Širokom, un village proche de Prizren, en Serbie) est un joueur de football yougoslave. 
Sélectionné 32 fois au poste de défenseur central au sein de l'équipe de Yougoslavie, il dispute la Coupe du monde de football de 1982 et l'Euro 84.

## Carrière

### En club
Formé au Partizan Belgrade, il débute en équipe première lors de la saison 1974-1975. Il s'impose au sein de la défense à partir de 1976 et remporte avec son club trois championnats nationaux en 1976, 1978 et 1983. Il est également vice-champion en 1984 et finaliste de la coupe de Yougoslavie en 1979. Sous les couleurs du Partizan, il a joué 245 matchs de championnat et a marqué 8 buts.
En 1984, il atteint l'âge de 28 ans fixé par les autorités yougoslaves pour partir à l'étranger et signe à l'AS Monaco. Il forme la charnière centrale avec Abdallah Liegeon puis Juan Simón et finit avec l'équipe de la principauté 3e du Championnat de France et remporte ensuite la Coupe de France 1985 puis le Trophée des Champions en début de l'année suivante contre Bordeaux.
Mis sur la liste des transferts par le président monégasque Campora, alors qu'il lui reste encore un contrat d'un an, il est recruté par Montpellier qui joue en Division 2. 
Le club finit premier du groupe B de seconde division, Nenad Stojkovic est un des grands acteurs de la montée de Montpellier en Division 1 cette année-là, le club remporte également le trophée des champions de Division 2 contre le vainqueur de l'autre groupe de D2, Niort.
L'année suivante, il est associé en charnière centrale avec Julio Cesar, nouvelle recrue du club. Montpellier, nouveau promu, finit à une surprenante troisième place en Division 1, qui permet au club de jouer la coupe de l'UEFA l'année suivante.
Il signe pour la saison 1988 à Mulhouse et connait encore avec ce club les joies de la montée en première division. L'année suivante, cependant, le club redescend en D2 et Nenad Stojkovic quitte le club.
Il signe à l'AS Nancy-Lorraine, mais après une saison décevante (17e du championnat de D1), il quitte le club et signe en 1991 à Amiens, club de D2 promu de National. Il arrête sa carrière à la fin de la saison 1992 après avoir permis au club d'Amiens d'assurer son maintien en seconde division.

### En équipe nationale
17 fois sélectionné en équipe de Yougoslavie espoirs de 1976 à 1978, il débute pour l'équipe nationale le 26 juin 1977 dans un match amical contre le Brésil (0-0) à Belo Horizonte.
Il est ensuite sélectionné 32 fois avec l'équipe de Yougoslavie A entre 1977 et 1984 et joue la Coupe du monde de football de 1982 et l'Euro 84. 
Il joue son dernier match avec la Yougoslavie le 19 juin 1984 contre la France (2-3) lors du Euro 84.
Il ne marque qu'une seule fois pour l'équipe nationale le 17 novembre 1982 contre la Bulgarie (1-0) à Sofia, but crucial qui qualifie la Yougoslavie pour la phase finale du Championnat d'Europe 1984.

### En tant qu'entraîneur
Après la fin de sa carrière, il devient formateur à Montpellier puis à Cannes.
Il est l'entraîneur de l'AS Cannes en National en 2003.

## Statistiques en championnat
| Année     | Équipe            | Championnat | Matchs | Buts |
| --------- | ----------------- | ----------- | ------ | ---- |
| 1974-1975 | Partizan Belgrade | Division 1  | 2      | 0    |
| 1975-1976 | Partizan Belgrade | Division 1  | 14     | 0    |
| 1976-1977 | Partizan Belgrade | Division 1  | 28     | 0    |
| 1977-1978 | Partizan Belgrade | Division 1  | 34     | 3    |
| 1978-1979 | Partizan Belgrade | Division 1  | 31     | 3    |
| 1979-1980 | Partizan Belgrade | Division 1  | 29     | 0    |
| 1980-1981 | Partizan Belgrade | Division 1  | 30     | 0    |
| 1981-1982 | Partizan Belgrade | Division 1  | 34     | 1    |
| 1982-1983 | Partizan Belgrade | Division 1  | 23     | 1    |
| 1983-1984 | Partizan Belgrade | Division 1  | 20     | 0    |
| 1984-1985 | AS Monaco         | Division 1  | 34     | 1    |
| 1985-1986 | AS Monaco         | Division 1  | 35     | 1    |
| 1986-1987 | Montpellier HSC   | Division 2  | 33     | 4    |
| 1987-1988 | Montpellier HSC   | Division 1  | 37     | 3    |
| 1988-1989 | FC Mulhouse       | Division 2  | 34     | 1    |
| 1989-1990 | FC Mulhouse       | Division 1  | 32     | 0    |
| 1990-1991 | AS Nancy-Lorraine | Division 1  | 37     | 2    |
| 1991-1992 | Amiens            | Division 2  | 22     | 1    |

## Palmarès

### En club
- Champion de Yougoslavie en 1976, en 1978 et en 1983 avec le Partizan Belgrade
- Vainqueur de la Coupe de France en 1985 avec l'AS Monaco
- Vainqueur du Trophée des Champions en 1985 avec l'AS Monaco
- Champion de France de Division 2 en 1987 avec le Montpellier HSC
- Vice-champion de Yougoslavie en 1984 avec le Partizan Belgrade
- Finaliste de la Coupe de Yougoslavie en 1979 avec le Partizan Belgrade
- Vice-champion de France de Division 2 en 1989 avec le FC Mulhouse

### EnÉquipe de Yougoslavie
- 32 sélections et 1 but entre 1977 et 1984
- Participation à la Coupe du Monde en 1982 (Premier Tour)
- Participation au Championnat d'Europe des Nations en 1984 (Premier Tour)

## Sources
- Victor Sinet : il était une fois la Paillade